# Cotorra banyuda
La cotorra banyuda (Eunymphicus cornutus) és una espècie d'ocell de la família dels psitàcids que habita la selva humida de Nova Caledònia, a les Illes Loyauté.